# Joel Bogen
Joel Bogen (Finchley, 3 september 1958) is een Brits punkgitarist. Zijn grootste bekendheid dankte hij aan zijn werk in de band rondom Toyah Willcox.
Bogen maakte de school niet af; hij maakte liever muziek op zijn gitaar. Toyah Willcox had al in enige films gespeeld, toen zij ook de muziek in wilde gaan. Op voorspraak van vriend Glenn Marks maakte zij kennis met Bogen. Na enkele ontmoetingen vormden ze samen de band Toyah en vertrokken naar een oefenruimte in Battersea om daar hun eerste stappen in de muziekwereld te zetten. Bogen componeerde samen met Toyah het merendeel van de muziek van de eerste albums van Toyah. Bogen schreef de meer melodieuze muziek van de band, Toyah vaak de teksten. In Battersea ontmoetten de twee Keith Hale, die dan weer wel en dan weer niet deel uitmaakte van de groep Toyah, hij speelde ook nog in Blood Donor een bandje dat in hetzelfde oefencomplex speelde.
Met Toyah speelde hij een aantal albums vol die op een enkeling na de Britse albumlijsten haalden. Ook de singles uit dat tijdperk waren succesvol (al zij het in Engeland). Nadat de zaak met Toyah Willcox op de klippen was gelopen en zij verderging als soloartieste, probeerde hij samen met Phil Spalding en Alan Hillier nog een bandje op te zetten (1983/1984); dat kwam niet van de grond. Ook de band Exposure met Southside Jimmy en Nick Bardoni kwam niet van de grond.
Daarna is weinig meer van hem vernomen.